# La fille du puisatier
La Fille du puisatier, é um filme francês de 1940 é uma comédia-romântica dirigida por Marcel Pagnol.
O filme faz parte da lista dos 1000 melhores filmes de todos os tempos do The New York Times.